# Серро-Інкауасі
Серро-Інкауасі (ісп. Cerro Incahuasi або Cerro de Incahuasi) — гора з кількома вершинами в чилійському регіоні Антофаґаста біля кордону з Аргентиною та перевалу Сіко.